# خشخاش (فلم)
خُشْخَاش (بالإنجليزية: Flower of oblivion) شريط سينمائي تونسي من إخراج سلمى بكار عام 2006, وسيناريو سلمى بكار وعروسية النالوتي.

## روابط خارجية
- مقالات تستعمل روابط فنية بلا صلة مع ويكي بيانات